# Ravished Armenia (film)
Ravished Armenia er en amerikansk stumfilm fra 1919 af Oscar Apfel.

## Medvirkende
- Aurora Mardiganian som Aurora
- Irving Cummings som Andranik
- Anna Q. Nilsson som Edith Graham
- Henry Morgenthau
- Lillian West